# Macária
Macária, na mitologia grega, era uma filha de Héracles e Dejanira.
Após a morte de Hércules no monte Eta, seus filhos fugiram do Peloponeso, temerosos da vingança de Euristeu, primo de seu pai e que lhe impusera os doze trabalhos.
Refugiando-se em Traquine, na corte do rei Ceix, dali mudaram-se para Atenas sob a proteção de Teseu, que ignorou as ameaças de Euristeu. Seguiu-se uma batalha, com a vitória dos atenienses que, entretanto, só pode ser obtida com o sacrifício voluntário da jovem Macária.
Uma fonte em Maratona se chama Macária em homenagem a ela.